# Eckart Goebel
Eckart Goebel (* 1966) ist ein deutscher Literaturwissenschaftler und Hochschullehrer.

## Leben
Eckart Goebel studierte von 1987 bis 1991 Allgemeine und Vergleichende Literaturwissenschaft (AVL), Philosophie und Germanistik an der FU Berlin (Magister artium 1991) und von 1991 bis 1992 Germanistik und Philosophie in Oxford am St Hugh’s College (Master of Studies, oxon. 1992). Im Jahre 1995 folgte seine Promotion bei Hella Tiedemann-Bartels im Fach AVL an der FU Berlin, 2001 die Habilitation. Von 1996 bis 2005 war er wissenschaftlicher Mitarbeiter von Eberhard Lämmert am Berliner Zentrum für Literatur- und Kulturforschung. 2005 wurde Goebel an die New York University, USA, berufen, an der er zunächst als Associate Professor, ab 2009 als Full Professor for German arbeitete. Für das akademische Jahr 2013/14 war Goebel Fellow am Wissenschaftskolleg zu Berlin. 2015 folgte er einem Ruf an die Universität Tübingen und ist seither Inhaber des Lehrstuhls für Komparatistik/Neuere deutsche Literatur an der Universität Tübingen; er leitet dort den Arbeitsbereich Internationale Literaturen. Seit 2018 ist Goebel Mitglied im Editorial Board der britischen Zeitschrift German Life and Letters.  

## Monographien
- Konstellation und Existenz. Kritik der Geschichte um 1930: Studien zu Heidegger, Benjamin, Jahnn und Musil. Tübingen 1996, ISBN 3-86057-139-7.
- Am Ufer der zweiten Welt. Jean Pauls „Poetische Landschaftsmalerei“. Tübingen 1999, ISBN 3-86057-151-6.
- Der engagierte Solitär. Die Gewinnung des Begriffs Einsamkeit aus der Phänomenologie der Liebe im Frühwerk Jean-Paul Sartres. Berlin 2001, ISBN 3-05-003667-2.
- Charis und Charisma. Grazie und Gewalt von Winckelmann bis Heidegger. Berlin 2006, ISBN 3-931659-85-2.
- Jenseits des Unbehagens. ›Sublimierung‹ von Goethe bis Lacan. Bielefeld 2009: transcript
- Beyond Discontent. ›Sublimation‹ from Goethe to Lacan. London/New York 2012: Continuum Press
- Esmeralda. Deutsch-französische Verhältnisse in Thomas Manns ›Doktor Faustus‹. Göttingen 2015: Wallstein
- Ehrgeiz. Dynamiken zweckrationaler Passion. Paderborn 2020: Wilhelm Fink
- Ambition. The Burning Desire to Rise. New York/London 2022: Bloomsbury

## Herausgeberschaften
- (Mit Wolfgang Klein): Literaturforschung heute, Berlin 1999: Akademie (darin: Einleitung, S. IX – XVII)
- (Mit Achim Geisenhanslüke): Kritik der Tradition. Hella Tiedemann-Bartels zum 65. Geburtstag. Würzburg 2001: Königshausen & Neumann
- (Mit Martin v. Koppenfels): Die Endlichkeit der Literatur. Berlin 2002: Akademie
- (Mit Eberhard Lämmert): »Für viele stehen, indem man für sich steht.« Formen literarischer Selbstbehauptung in der europäischen Moderne. Berlin 2005: Akademie
- (Mit Sigrid Weigel): ›Escape to Life‹. German Intellectuals in New York: A Compendium on Exile after 1933. Berlin/Boston 2012: Walter de Gruyter (Paperback-Ausgabe dieses Bandes erschien im Herbst 2013)
- (Mit Frauke Berndt): Handbuch Literatur & Psychoanalyse. Walter de Gruyter, Berlin/Boston 2017.
- (Mit Cornelia Zumbusch): Balance. Figuren des Äquilibriums in den Kulturwissenschaften. Berlin/Boston 2020: Walter de Gruyter
- (Mit Max Roehl): Drama & Theater. Festschrift für Bernhard Greiner aus Anlass seines 75. Geburtstages. Tübingen 2020: Stauffenburg
- Gemeinsam mit John T. Hamilton und Paul Fleming war Eckart Goebel von 2009 bis 2015 Herausgeber der im Wallstein Verlag, Göttingen, erschienen Reihe Manhattan Manuscripts.